# فراج العماني
الأمير فراج بن مذكر العماني (1278 هـ- 1396 هـ). فارس، وشاعر، وأمير بني عامر من قبيلة سبيع  وأحد رجالات الملك عبدالعزيز آل سعود ومن مستشاريه، شارك في معارك التوحيد (1886)، وأشتهر بكثرة مغازية وأشتهر بلقب (بعيد المغازي) توفي سنة (1396)

## نسبة
هو فراج بن مذكر بن ضويحي بن دغيم بن صقر بن محمد بن مفرج بن دغيم بن زبن بن علي العماني من فخذ الضعفة من بني عامر من سبيع .

## نشأته
نشاء رحمه الله وتسلسل في أسرة فيها (الشيخه، والعقادة، والكرم) وقد توارثوها أباً عن جد وفيهم أربعين (شداد) ولد الشيخ /فراج العماني عام 1278هـ في الدهناء بالقرب من رماح وتربى في كنف والـده الشيخ / مذكر العماني، وتعلم الفروسية في شبابه على يد والده وكغيره من شيوخ ومشاهير وفرسان قبائل الجزيرة العربية في ذاك الوقت التي تتصارع فيما بينها بين (آخذ ومأخوذ) والصراع المستمر على (موارد المياه، والمراعي الخضراء) فقد تعلم الفروسية ورمي الرمح والتعامل مع السيف منذ صغره حتى تمكن من مؤهلات القيادة .

## شهرتة
كان أحد مستشارين ورجالات الملك عبدالعزيز آل سعود. شارك في العديد من معارك توحيد المملكة العربية السعودية. مثل:
معركة ضم الأحساء (1913)
فتح الحجاز (سبتمبر 1924 - ديسمبر 1925)
معركة السبلة (30 مارس 1929)
#
وقد أشتهر فراج العماني، بلقب (بعيد المغازي)  وذلك لطول المدة التي كان يقضيها في الغزوة.

## شعره
من الأبيات التي أشتهرت عنه وصارت مضرب مثل يتردت على الألسنة :
ومن ضمن قصيدة يوجهها للشيخ:فدغوش بن شوية أحد شيوخ سبيع وأميرفخذ العرينات

يا نديبي فوق زينـات الحلايـا حيل في قطع الخرايم دارباتـي
نصهن فدغوش فكّاك الخلايـا عيدهم لا من لفته الموجباتـي

ومن أبيات مشهورة قالها عندما أخبروه بموت أخيه سعود في احدى الغزوات
ويسندها على الشيخ: حجاب بن جويعد شيخ القدعاء من بني عامر والذي فقد أخيه أيضاُ في تلك المعركة .

## مضرب مثل
أصبحت سيرة فراج العماني مضرب مثل يتغنى بها الشعراء.
قال الشاعروالشيخ:محمد الصيفي
وقال الشاعر: ناصر بن ضبيب السهلي في قصيدة غزليه، يصور كيف أن قلبه أصبح مشعوفاً ومتيمناً عندما نظر لعيني محبوبته.